# WW Aurigae
WW Aurigae är en dubbelstjärna i södra delen av stjärnbilden Kusken. Den har en kombinerad skenbar magnitud av ca 5,82 och är svagt synlig för blotta ögat där ljusföroreningar ej förekommer. Baserat på parallax enligt Gaia Data Release 2 på ca 11,0 mas, beräknas den befinna sig på ett avstånd på ca 297 ljusår (ca 91 parsek) från solen. Den rör sig närmare solen med en heliocentrisk radialhastighet på ca -9 km/s.

## Egenskaper
Primärstjärnan WW Aurigae A är en vit till blå stjärna av spektralklass A4m. Den har en massa som är ca 2 solmassor, en radie som är ca 2 solradier och har ca 14 gånger solens utstrålning av energi från dess fotosfär vid en effektiv temperatur av ca 8 400 K.
Följeslagaren WW Aurigae b är en vit till blå stjärna i av spektralklass A5m. Den har en massa som är ca 1,8 solmassa,  en radie som är ca 1,8 solradie och har ca 11 gånger solens utstrålning av energi från dess fotosfär vid en effektiv temperatur av ca 8 200 K.
WW Aurigae är ett dubbelsidig spektroskopisk dubbelstjärna, som har en cirkulär bana med en omloppsperiod på 2,5 dygn. Den upptäcktes 1913 vara variabel oberoende av Friedrich Schwab och Heinrich Van Solowiew. Båda stjärnorna är metallfodrade, eller Am-stjärnor, med ett spektrum som visar underskott på kalcium och skandium, och ett överskott av tyngre element.

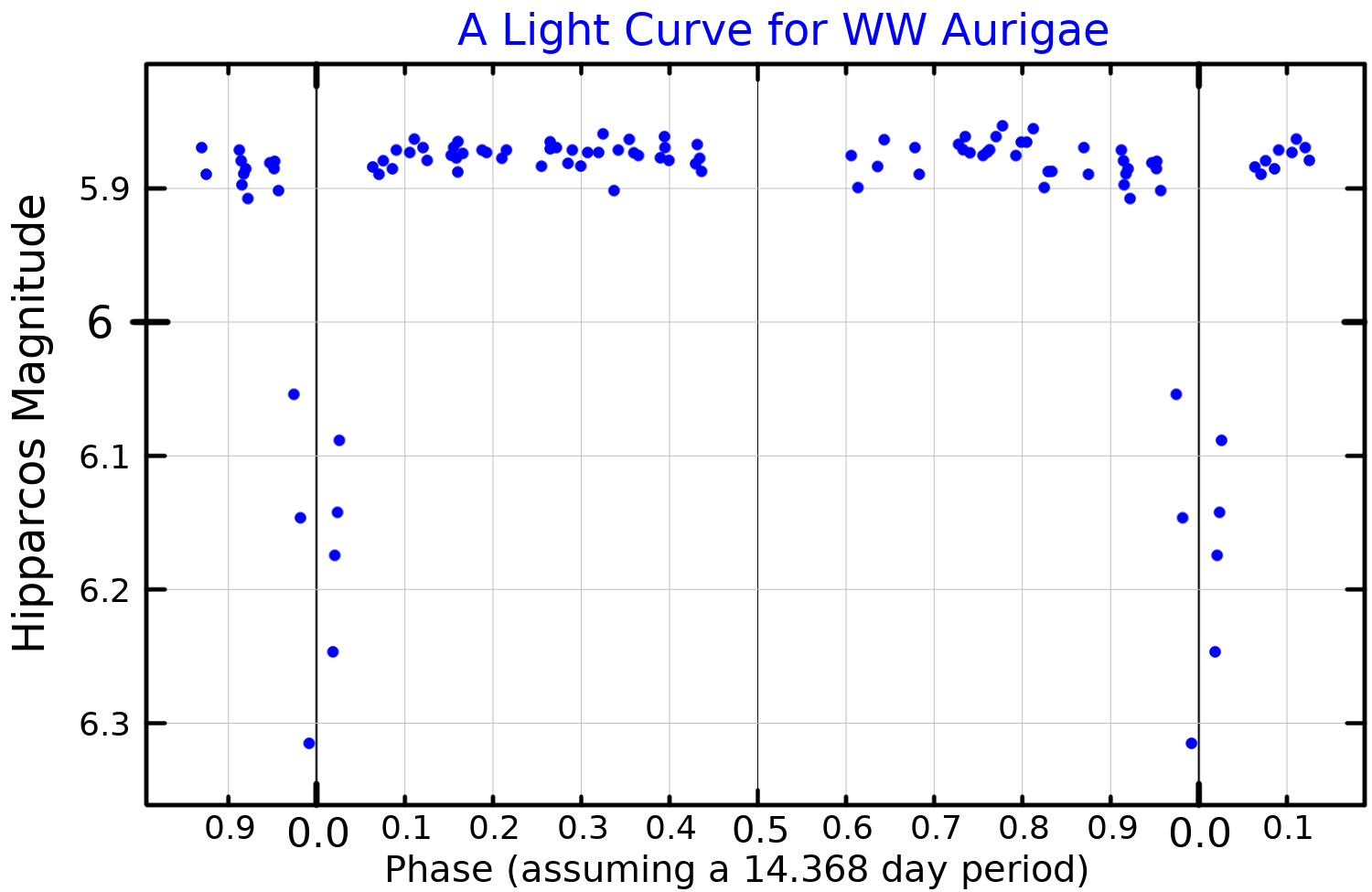
Ljuskurva för WW Aurigae, plottad från Hipparcos-data.

Tillsammans bildar de en förmörkelsevariabel eller Algolvariabel, med en ockultation av primärstjärnan som minskar nettomagnituden till ett minimum av 6,54 och förmörkelse av sekundärstjärnan som sänker den till 6,43 under en cykel på 2,52501936 dygn.